# Cmentarz wojenny nr 246 – Radgoszcz
Cmentarz wojenny nr 246 – Radgoszcz – cmentarz z I wojny światowej, znajdujący się w miejscowości Radgoszcz, w gminie Radgoszcz, powiecie dąbrowskim, województwie małopolskim. Jeden z ponad 400 zachodniogalicyjskich cmentarzy wojennych zbudowanych przez Oddział Grobów Wojennych C. i K. Komendantury Wojskowej w Krakowie. W VII okręgu Dąbrowa cmentarzy tych jest 12. 

## Opis cmentarza
Cmentarz stanowi odrębną kwaterę na cmentarzu parafialnym w Radgoszczy. Wykonano go na planie w kształcie litery T. W centralnym miejscu znajduje się betonowy pomnik i zasadzony przy nim dąb, obecnie będący pomnikiem przyrody. Betonowy pomnik ma postać ściany zwieńczonej krzyżem. Na jej przedniej stronie umieszczono 9 emaliowanych tablic z nazwiskami poległych, a po ich bokach dwa medaliony. Jedna strona cmentarza przylega do łąki, z pozostałych stron otoczony on jest grobami cmentarza parafialnego. Ogrodzenie tworzą betonowe słupki, pomiędzy którymi wstawiono stalowe segmenty z rur. Wejście przez dwie dwuskrzydłowe furtki; jedna jest wykonana z rur, druga z płaskowników. Nagrobki ziemne, otoczone betonową palisadką. Zamontowano na nich betonowe i kamienne stele i różnego rodzaju krzyże. Jest 5 grobów zbiorowych i 13 pojedynczych.
Cmentarz był remontowany. Jest zadbany, pielęgnowany i utrzymany w bardzo dobrym stanie

## Polegli
Pochowano tutaj 143 żołnierzy, w tym:
- 4 żołnierzy armii austro-węgierskiej. Trzech znanych jest z nazwiska. Walczyli oni w 99 pułku piechoty
- 114 żołnierzy armii niemieckiej. Zidentyfikowano 113. Walczyli w 220 pruskim rezerwowym pułku piechoty oraz 49 pułku piechoty
- 25 żołnierzy armii rosyjskiej. Zidentyfikowano tylko jednego.

Wszyscy polegli w maju 1915 r. podczas ofensywy połączonych wojsk austro-węgierskich i niemieckich, znanej jako bitwa pod Gorlicami. Nastąpiło wówczas przełamanie obrony rosyjskiej, w wyniku czego armia rosyjska zmuszona była cofnąć się daleko na wschód.

## Linki zewnętrzne

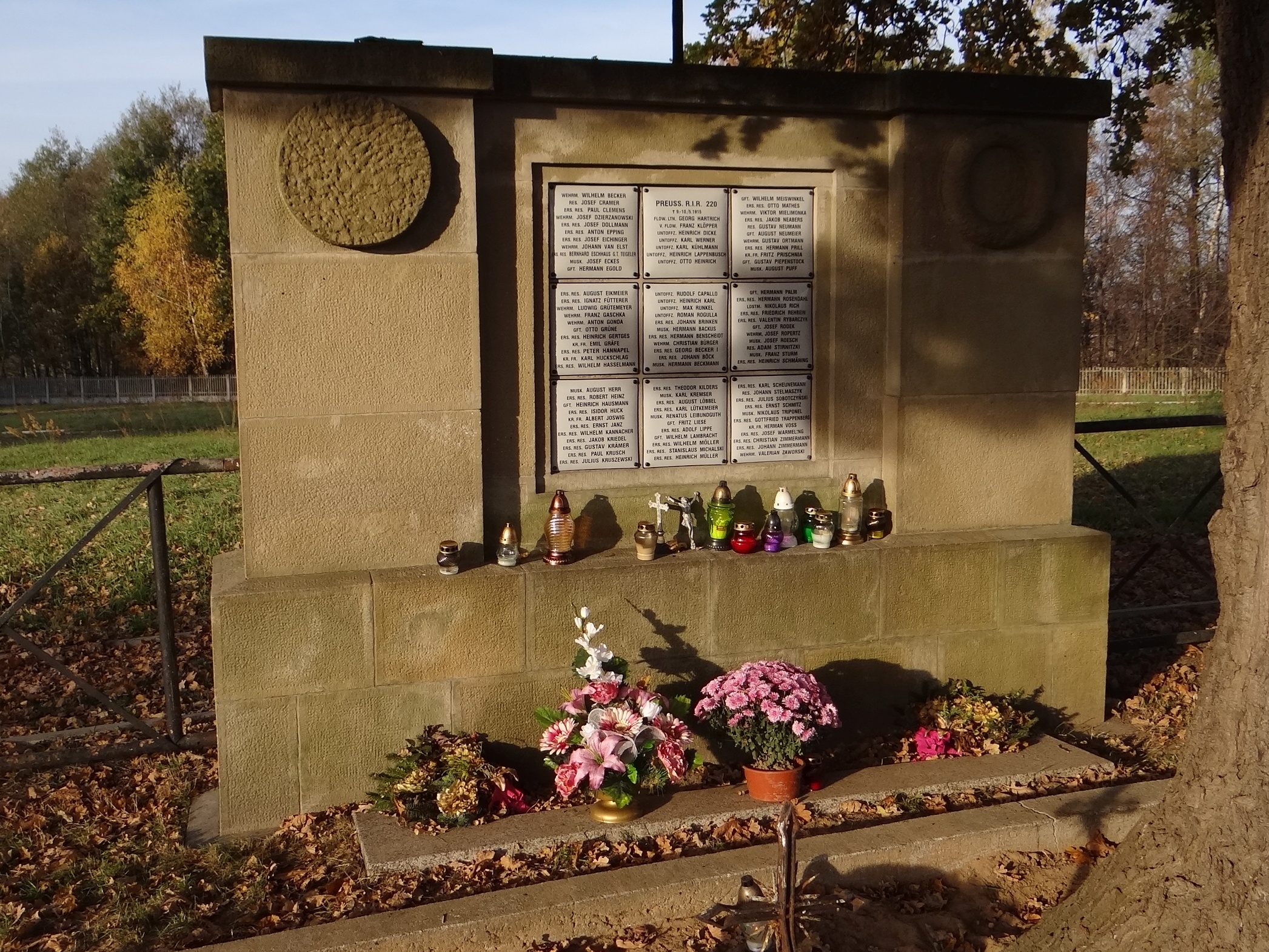
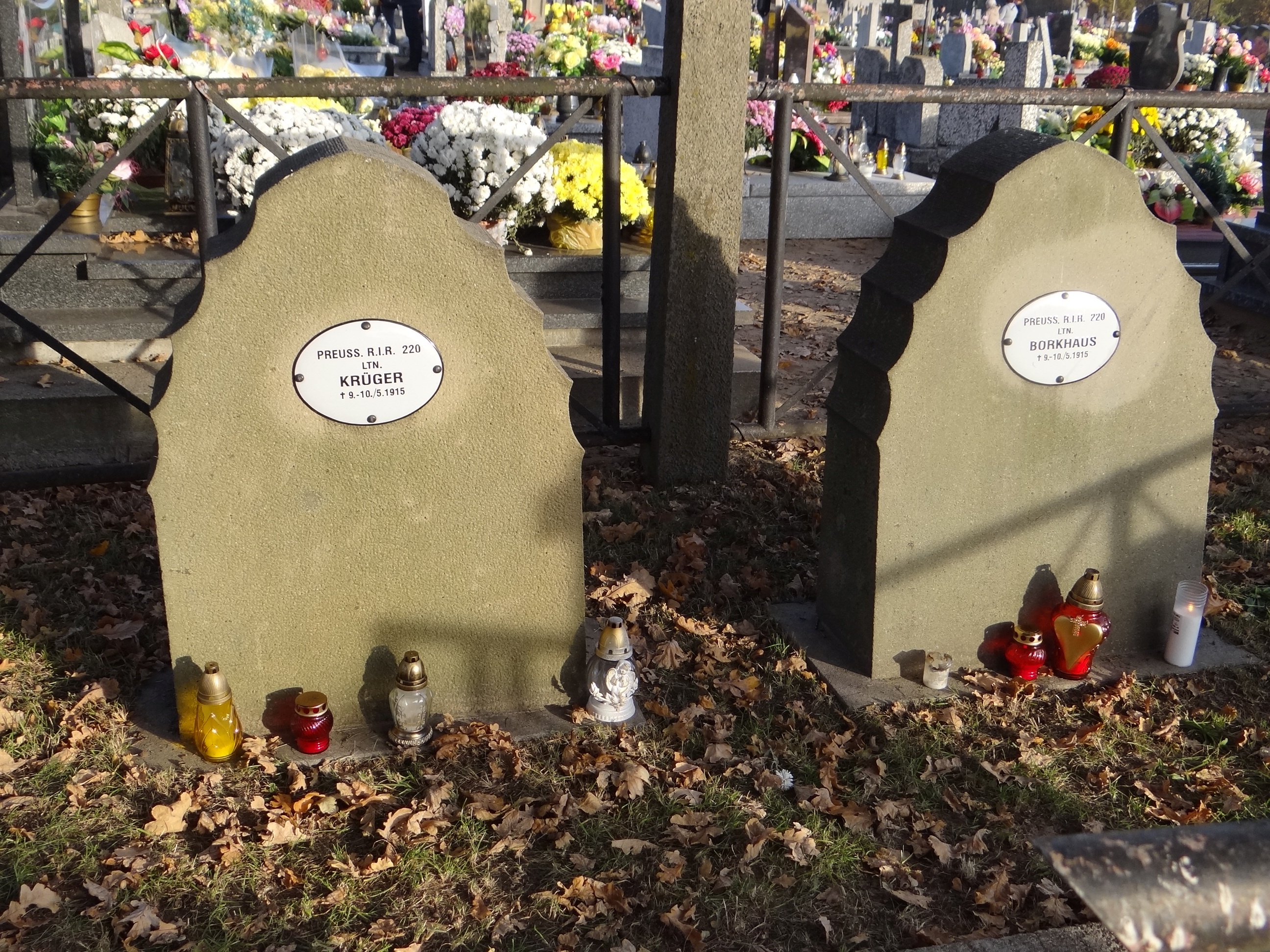
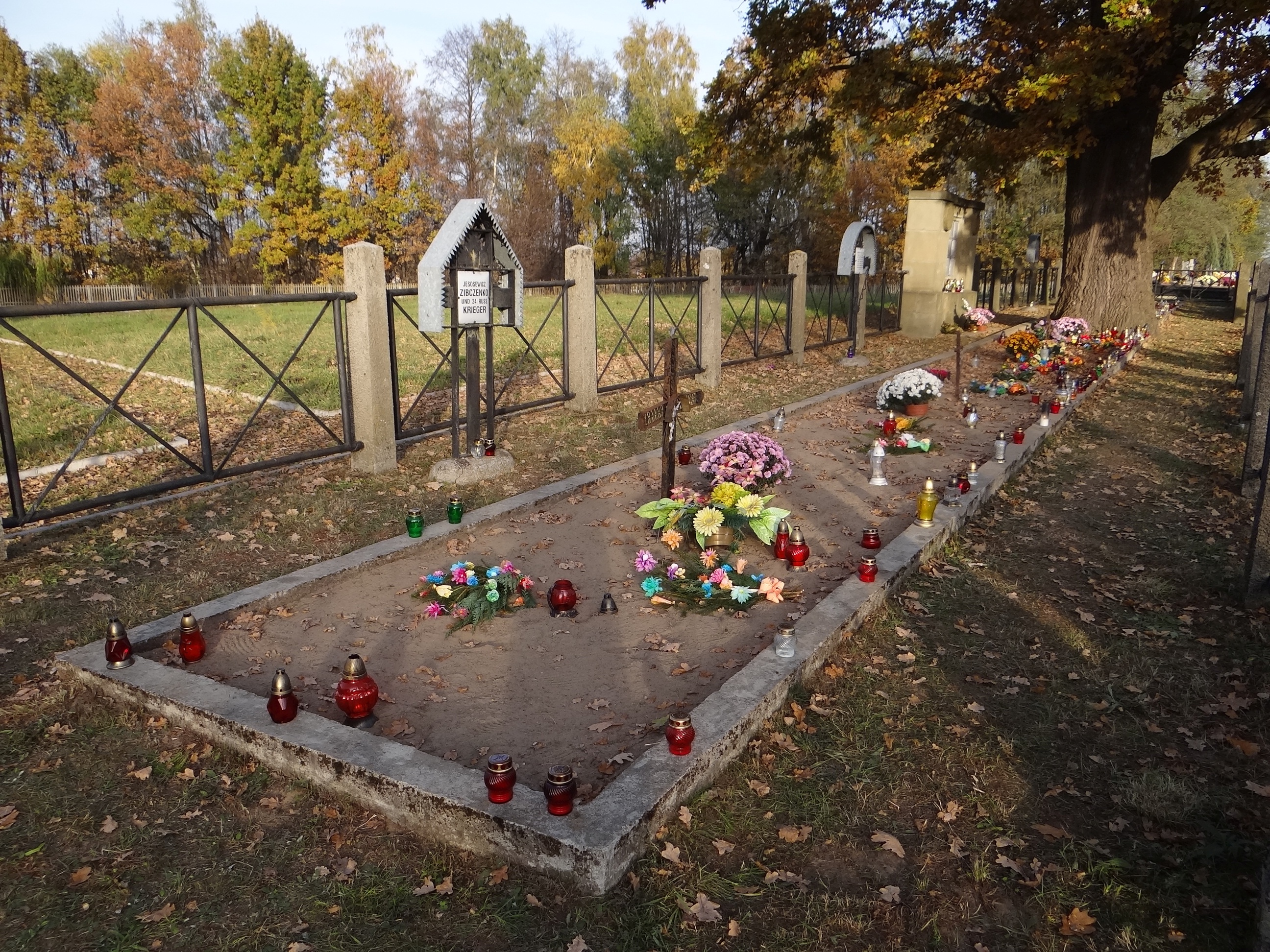
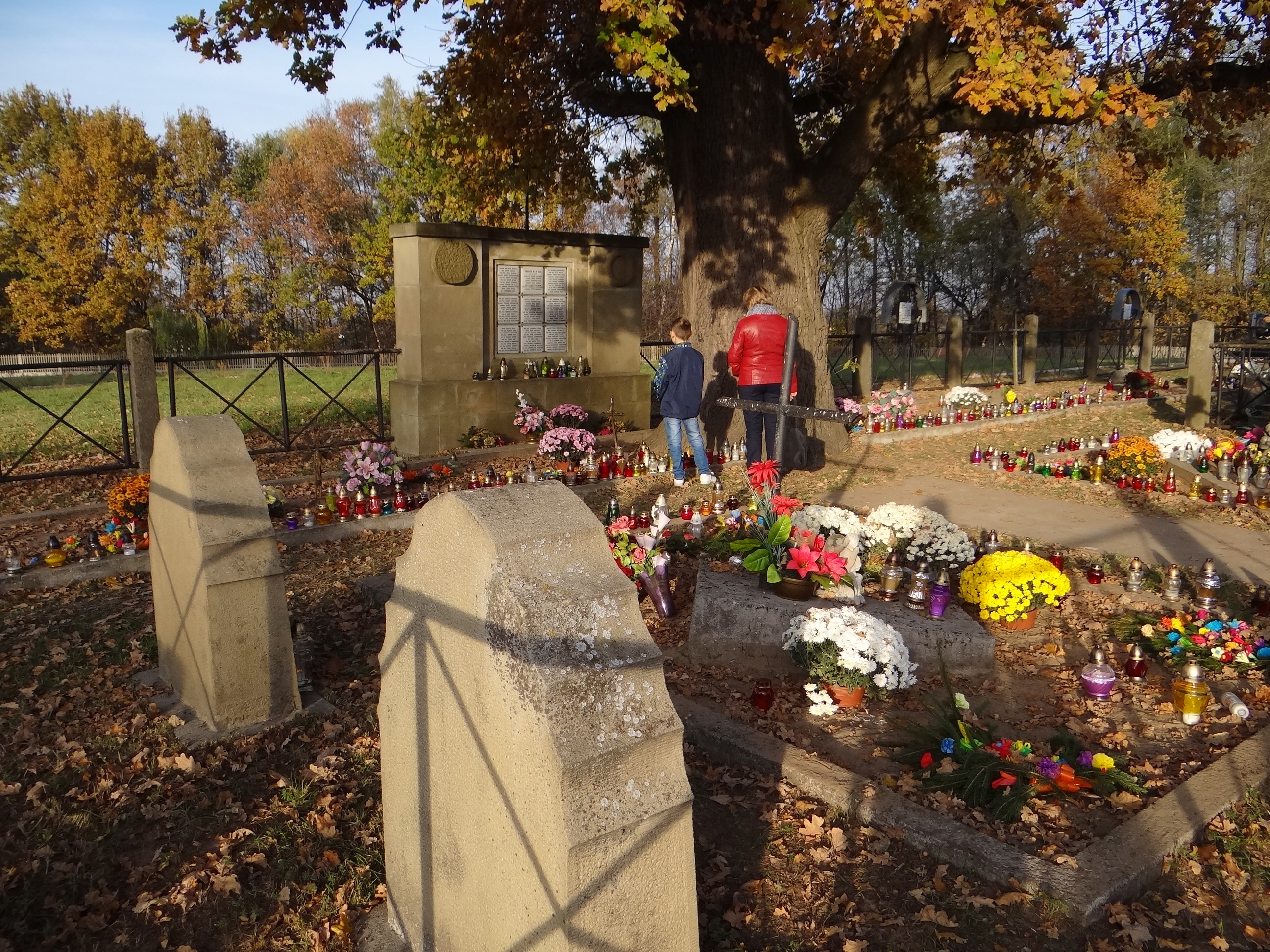